# عصوية ذهبية باعضية
عصوية ذهبية باعضية (الاسم العلمي: Chryseobacterium culicis) هي نوع من البكتيريا، سلبية الغرام، تتبع جنس عصوية ذهبية.